# AquaMagis Plettenberg
Koordinaten: 51° 13′ 55″ N, 7° 51′ 0″ O

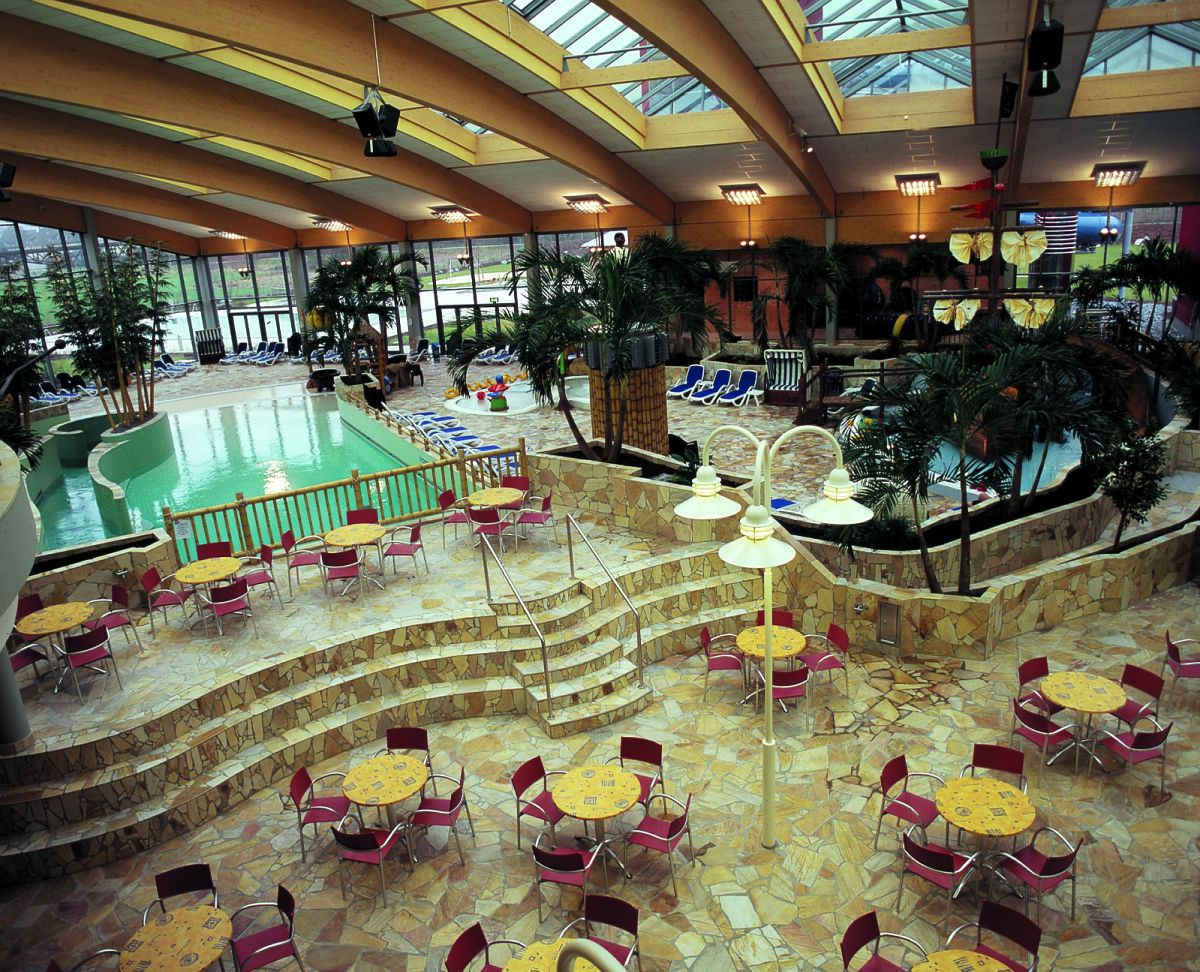
Innenansicht (2006)

Das AquaMagis ist ein kommunales Erlebnisbad im sauerländischen Plettenberg.

## Geschichte

### Vorgeschichte
Bis ins Jahr 2003 hat es in Plettenberg zwei Schwimmbäder gegeben. Ein Freibad aus den 1930ern und ein Hallenbad, welches in den 1970er Jahren entstand. Da beide Bäder sanierungsbedürftig waren, war die Frage, ob man die Bäder wieder instand setzt oder komplett neu baut. Durch ein Bürgerbegehren haben sich schließlich drei Viertel der Plettenberger für einen Neubau ausgesprochen.

### AquaMagis
Der Grundstein für das AquaMagis wurde im Mai 2001 gelegt, eröffnet wurde es im Februar 2003. Um die Attraktivität des neuen Bades zu erhöhen, wurden nicht nur die beiden Sportbäder zusammengelegt, sondern auch noch Wasserrutschen und eine Saunalandschaft integriert. In den folgenden Jahren kristallisierte sich heraus, dass die Besucher hauptsächlich wegen der Rutschen kamen und nicht wegen des Saunabereiches. Aus diesem Grund wurde der Rutschenbereich deutlich ausgebaut. Gestartet war man mit zwei Rutschen, der Röhrenrutsche Black Hole und der Reifenrutsche Rafting Slide.
Die ursprünglichen Rutschen wurden mittlerweile zurückgebaut, und durch neue Rutschen ersetzt:
- 2008 folgte die deutschlandweit erste Loopingrutsche
- 2012 wurden die Turborutsche Green Kick, die Reifenrutsche Captain’s Canyon und die Kinderrutsche Triple Slide eröffnet
- 2014 folgte die Rutsche Pink Jump, eine Rutsche mit 6 Metern Frei-Flug eröffnet
- 2015 wurden die weltweit ersten beiden Stehrutschen SauerlandSURFER und CrazySURFER eröffnet
- 2018 folgten die Rutschen 2Fake Illusion, Wettrutsche Formel 3 Race und die weltweit erste Windrutsche Storm Force 1. Die Rutsche „2Fake Illusion“ ersetzte „Black Hole“.
Das Schwimmbad wird von der AquaMagis Plettenberg GmbH, eine hundertprozentige Tochter der Stadt Plettenberg betrieben.

## Ausstattung
Neben den elf Wasserrutschen gibt es verschiedene Schwimmbecken und Wasserattraktionen wie zum Beispiel eine Poolbar, Strömungskanal und Wellenbad sowie eine Textil-Saunalandschaft mit zehn Saunen und ein Fitnessstudio. Ebenfalls gibt es ein Übernachtungsangebot vor Ort.